# Antinatalisme

Arthur Schopenhauer (1788–1860), famós exponent de la posició antinatalista

L'antinatalisme és la idea moral que afirma que la decisió de procrear o l'acte de procrear de totes maneres és immoral. Hi ha pensadors que han sostingut tal posició moral sobre la reproducció ja de temps antics, com Sòfocles, fins hui en dia, on hi ha una discussió acadèmica al respecte des de finals del segle xx i la primeria del segle xx amb les publicacions sobre el tema per part de David Benatar. També s'ha utilitzat el mot "antinatalisme" i els seus derivats per a referir-se a les polítiques de control de la natalitat que pretenen disminuir la natalitat.
La definició comprèn la voluntat d'extingir vida amb capacitat de sentir o la d'extingir solament éssers humans.
Aquestes idees han tingut presència en el pensament religiós, filosòfic i literari des de fa molt de temps en la història de la humanitat i es troba en quasi totes les civilitzacions. Algunes persones consideren que són una expressió de la decadència d'Occident i, en el cas dels catòlics, l'han emmarcat dins de la cultura de la mort.

## Persones, moviments i organitzacions destacables antinatalistes
Al llarg de la història hi ha hagut personalitats, moviments i organitzacions de caràcter antinatalista explícit. A més, un estudi ha demostrat que el pensament de "valdria més no haver nascut" és prou comú a les ments dels xiquets amb falta d'intimitat i harmonia entre pares i fills.
El cas mitològic de la "saviesa de Silè", citat a l'obra d'Aristòtil Eudemus (del 354 aC), alhora citat a Moralia de Plutarc de Queronea, és una mostra a la mitologia de la posició antinatalista sobre la procreació humana.
Al Cohèlet es troba una idea antinatalista: "Però més feliç que els uns [els vius] i els altres [els morts] és el qui encara no ha nascut i no ha vist el mal que es fa en aquest món."
Exemples de persones que en algun moment han tingut idees antinatalistes: Karl Robert Eduard von Hartmann, Seana Shiffrin, Marció, Philip Larkin, Saturní, Juliusz Kasjan, Mani, Priscil·lià d'Àvila, Abu l-Alà al-Maarrí, Arthur Schopenhauer, François-René de Chateaubriand, Thomas Hardy, Søren Kierkegaard, Alexander von Humboldt, Edgar Saltus, Philipp Mainländer, Kurnig, Thaddeus Metz, Doug Stanhope, Richard Stallman, Nina Paley, Albert Caraco, George Augustus Moore, Thomas Edward Lawrence, Emil Cioran, Peter Wessel Zapffe, Samuel Beckett, Jack Kerouac, Jorge Luis Borges, Lev Tolstoi (en la seua vida tardana, quan va escriure Sonata a Kreutzer), Djuna Barnes, Carlo Michaelstaedter, Eugene Ionesco, Thomas Bernhard, Guido Ceronetti, Roland Jaccard, Bebe Zeva, Herman Tønnessen, Julio Cabrera, Bill Hicks, Les U. Knight, Martin Neuffer, Karim Akerma, David Benatar, Michel Onfray, Fernando Vallejo, Philippe Annaba, Matti Häyry, Philipp Müller, Théophile de Giraud, Giovanni Soriano, Thiago Lenharo di Santis, Sarah Perry, Marc Larock, Thomas Ligotti, Jim Crawford, Gerald Harrison, Julia Tanner, Gunter Bleibohm, Christopher Belshaw, Asheel Singh, Jimmy Alfonso Licon, Miguel Steiner, Jimmy Alfonso Licon, Rafael Tages Melo, Martin Smith, Ken Coates i Quentin S. Crisp.
El 2019, un antinatalista de l'Índia va demandar als seus pares per haver-lo concebut sense el seu consentiment.
Ací es presenten unes religions que han pensat que l'acte de procreació tenia un caràcter immoral: el marcionisme, els encratits, fibionici (zwani też borborytami), els maniqueus, el priscil·lianisme, els audians, els bogomils, i alguns historiadors afirmen que els càtars ho eren, mentre que l'historiador Michel Rocquebert ho nega.
També destaca l'organització Voluntary Human Extinction Movement i el Partit Antinatalista del Regne Unit.

## Arguments dels antinatalistes
La posició antinatalista sobre la procreació ha estat adreçada des de la deontologia, l'utilitarisme negatiu i el feminisme ecologista, i pot tindre origen en distints motius com el voler parar la destrucció del medi ambient, la sobrepoblació, el parar el canvi climàtic, el parar les malalties mentals, prevenir guerres, el parar l'explotació animal, per motivacions feministes o altres.
Arthur Schopenhauer explicava que com els patiments tenen més pes que els plaers i la felicitat, és el més raonable considerar no procrear.
Al Cohelet s'argumenta que pel fet de no conèixer ni haver conegut el mal, els no nascuts són més feliços.
Gerarld Harrison i Jimmy Alfonso Licon es preocupen per la falta de consentiment del possible vivent per a fer-li mal.
David Benatar ha sostingut dos arguments: l'"argument de l'asimetria" (que consisteix a afirmar que hi ha una asimetria entre la possible vida a iniciar i la possible realitat on no s'ha iniciat tal vida, sent un argument utilitarista) i l'argument de la "ruleta russa de la procreació". També afirmà que la reproducció per interessos aliens al reproduït és una immoralitat per provocar el naixement no com una finalitat en si mateixa.
L'"argument de l'asimetria" fou reformulat i reformat per Christopher Belshaw.
Thomas Ligotti argumenta que vista la tragèdia com una cosa negativa la manera definitiva d'acabar amb ella és realitzant l'extinció de la vida, ja que s'acabaria la prolongació de l'extinció parcial.
Johnathan Rauch defengué a un article publicat a The Economist una varietat d'antinatalisme anomenat antinatalisme teleològic, en el que la humanitat hauria de donar-se a si mateixa la fi en compte de permetre la inevitable mort de l'univers, defensant que la primera fi seria digna.

## Crítiques a l'antinatalisme
Epicur criticà aquesta posició a la Lletra a Meneceu afirmant que si algú troba que la vida no val la pena de viure-la simplement se la pot llevar. Hi ha hagut qui ha qüestionat que les persones amb la potencialitat d'existir tinguin drets. L'economista llibertari Bryan Caplan després de discutir amb l'antinatalista Karl Smith arribà a la conclusió que com que la major part de la gent no creu viure en misèria s'infereix que les persones potencialment podent ésser creades, majoritàriament voldrien nàixer.
A més de les crítiques centrades en el tema de l'antiprocreació s'hi afegeixen les crítiques que solen emetre's per les conseqüències, com la davallada de la natalitat.

## Antinatalisme a la cultura popular
És notable la presència d'aquest corrent de pensament a la visió del món expressada pel personatge Rust Cohl de la sèrie televisiva True Detective.